# Elektronische oorlogvoering
Elektronische oorlogvoering is de toepassing van alle mogelijke passieve en actieve manieren om het radioverkeer, dataoverdracht, gebruik van radar-, sonar-, infrarood- en/of lasersystemen van de tegenpartij te verstoren of onmogelijk te maken. Een veelgebruikte Engelse term hiervoor is de afkorting ECM van Electronic Counter Measures (elektronische tegenmaatregelen). De techniek om de effecten van ECM te verminderen of teniet te doen is ECCM (Electronic Counter Counter Measures).

## Algemeen
Elektronische oorlogvoering kan op meerdere manieren worden toegepast. 
- Offensief

Een voorbeeld van offensieve toepassing is de Amerikaanse term ‘Suppression of Enemy Air Defences' (SEAD). Hieronder verstaat men alle maatregelen die door de strijdkrachten worden genomen om vijandige luchtafweer uit te schakelen. Hiervoor werden door de USAF en de US Navy een tweetal tactieken ontwikkeld die bekendstaan onder de namen Wild Weasel en Iron Hand (zie verderop in dit artikel onder Vietnam).
- Defensief

Een speciaal ontwikkeld systeem kan op een vijandelijk radarscherm bijvoorbeeld veel aparte doelen laten verschijnen waardoor het echte doel gemaskeerd wordt. Dit wordt met succes toegepast om vliegtuigen tegen luchtafweerraketten te beschermen. ECM-stoorapparatuur kan door elk vliegtuig worden vervoerd; dit kan bijvoorbeeld met vast in het toestel gebouwde voorzieningen of met apparatuur ondergebracht in een speciaal hiervoor onder de vleugel gemonteerde gondel (pod).
Niet alleen de luchtmacht maakt gebruik van ECM ter bescherming van haar toestellen; ook oorlogsschepen maken hier gebruik van en zelfs tanks en andere speciale voertuigen zijn uitgerust om infrarood of lasergeleide raketten te misleiden.

## Geschiedenis

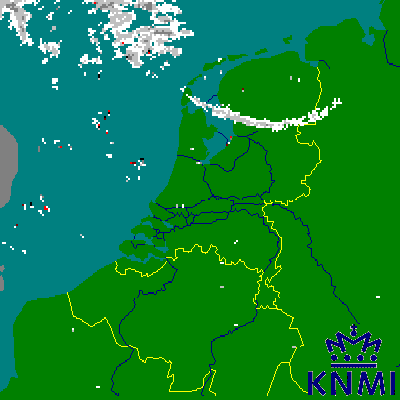
Chaff-wolken op de radar van het KNMI

Na inzet bij oefeningen boven de Noordzee

Een van de oudste stoormethodes stamt al uit de Tweede Wereldoorlog. Door vliegtuigen werden speciale containers vervoerd waarin dunne aluminium, fiberglas of plastic stroken zaten verpakt die bij het afwerpen in de lucht werden verspreid. Door deze antiradarsneeuw werd een radarscherm dan als het ware 'ondergesneeuwd' door ontelbare doelen, of vertoonde het meerdere valse echosignalen. Zo werd de betrouwbaarheid van een radarpeiling verstoord of onmogelijk gemaakt. Deze methode was bij de Britten bekend onder de naam window, bij de Amerikanen onder de naam chaff en bij de Duitsers onder de naam Düppel. Het idee voor het gebruik van window werd tijdens de oorlog zowel in Groot-Brittannië als in Duitsland ontwikkeld.
In 1937 stelde de technicus R.V. Jones uit Engeland al dat stukjes metaalfolie in de lucht radarecho’s maakten. In 1942 was dit door Joan Curran, een van de eerste radaroperators, onderzocht en bevestigd. Niet lang daarna kwam men voor het eerst op het idee om pakken met aluminium strips af te werpen om valse radarecho’s te maken. Toen dit idee aan de Amerikanen was doorgegeven werd dit ook meteen door hen overgenomen.
In Duitsland leidden zulke onderzoekingen intussen tot identiek resultaat. 
Alle ontwikkelde systemen berustten op dezelfde achtergrond; aluminium strips die precies op maat van een halve golflengte waren geknipt als die die door de toenmalige radar werd gebruikt. Uitgeworpen gaf elke strip dezelfde radarecho als een vliegtuig. 
Hoewel men toen van elkaar niet wist dat beide partijen met de ontwikkeling bezig waren, beseften de Engelsen snel dat het na de eerste successen een kwestie van tijd was voordat hun vinding zou worden gekopieerd en tegen hen zelf zou worden gebruikt. Hierdoor bleef een grootschalige inzet van window tot 1943 achterwege.
Onderzoek van op de Duitsers buitgemaakte Würzburg-radarapparatuur maakte de Engelsen duidelijk dat alle Duitse systemen slechts in drie golfbereiken werkten en dus makkelijk verstoorbaar waren. De Britse luchtmaarschalk Arthur Harris, de commandant van het toenmalige RAF Bomber Command, gaf hierna pas toestemming om tijdens operatie Gomorrah - de bombardementen op Hamburg - window grootschalig in te zetten.
Het RAF 76-squadron werd ingelicht hoe de aluminiumstroken moesten worden afgeworpen. Omdat het gewicht van de stroken minimaal gehouden was moest het afwerpen zodanig gebeuren dat de stroken zo lang mogelijk in de lucht zouden zweven en zo lang mogelijk effect zouden hebben. Elke minuut – dit werd per stopwatch gecontroleerd - werd een container met een lichtfakkel aan een parachute afgeworpen. Het resultaat was enorm. Door radar geleide zoeklichten waren totaal de weg kwijt. De Duitse flak schoot in het wilde weg en miste volkomen. Ook ingezette nachtjagers waren niet in staat tussenbeide te komen. Een groot deel van Hamburg werd verwoest ten koste van slechts 12 RAF-toestellen.
Hoewel de Duitse burgers de betekenis van de metaalstroken niet kenden, waren hun geleerden wel op de hoogte. Ook zij hadden hun eigen systeem (düppel) ontwikkeld maar waren om dezelfde reden als de Engelsen niet bereid geweest om het grootschalig in te zetten.
Door het gebruik van window waren de Duitse Himmelbett-nachtjagers van de Abteilung Kammhuber niet meer in staat om doelen te vinden. In antwoord ontwikkelden de Duitsers een andere tactiek; radaroperators op de grond leidden hun toestellen naar die plaatsen waar de window-concentraties het grootst waren. Men vermoedde daar de aanwezigheid van een formatie bommenwerpers. Als de jagers hun prooi eenmaal hadden gevonden werd door de Duitse vliegers daarna op het zicht geschoten.

## Koude Oorlog
Moderne vindingen als AWACS vliegtuigen bestonden nog niet tijdens de Koude Oorlog; de eerste primitieve radarvliegtuigen waren omgebouwde Lockheed Constellations die onder de naam EC-121 Warning Star dienstdeden als radarwaarschuwingsvliegtuig tegen Russische bommenwerpers.
USAF bommenwerpers van het Strategic Air Command werden uitgerust met automatische apparatuur waarmee de golflengte van alle Russische radars gemeten werd; deze was gekoppeld aan snijmachines die in de vlucht kilometers lange repen metaalfolie op maat sneden en afwierpen. Ook bezaten toestellen als de B-52 Stratofortress de mogelijkheid om als afleiding speciaal hiervoor gemaakte toestellen als de McDonnell ADM-20 Quail af te werpen. Deze toestellen werden decoys ofwel lokvogels genoemd.

## Vietnam
Bij het uitbreken van de Vietnamoorlog in 1960 had de VS de sterkste en grootste luchtmacht ter wereld. De onherkenbaarheid van de vijand maakte het echter onmogelijk om hem hiermee uit te schakelen. 
Elektronische oorlogvoering werd zeer belangrijk in Vietnam. De USAF gebruikte grote aantallen laser en televisie-geleide bommen om moeilijke doelen te raken en Noord-Vietnam gebruikte vanaf 1965 een zeer groot arsenaal aan grond-lucht (SAM)-raketten. De SAM-sites werden na luchtaanvallen ook altijd meteen herbouwd. 
Vooral in het begin van deze oorlog werden de Amerikaanse vliegtuigen in groten getale beschadigd of neergeschoten. Hierop werden speciale tactieken ontwikkeld om de vijandelijke luchtafweer, meestal bestaande uit radargeleide kanonnen en SA-2 Guideline raketten, zo veel mogelijk te hinderen, te beschadigen en te vernietigen. Dit soort (Wild Weasel of Iron Hand) vluchten werd gerekend tot de gevaarlijkste tactische missies.
De tactiek van een SEAD missie bestond uit 2 delen 
- Iron Hand - ter storing en onderdrukking
- Wild Weasel - ter vernietiging

Iron Hand diende primair om SA-2 en radargeleide luchtafweer met kanonnen tijdens de nadering, de aanvalsrun en de ontsnapping van de aanvalsmacht te onderdrukken. Hierbij werden de SA-2 Fan Song en Fire Can radars gestoord en als dat niet volstond met AGM-45 Shrikes vernietigd of beschadigd. (De namen Fan Song en Fire Can werden aan deze typen SA-2 sturings- en doelvolgradar gegeven vanwege resp. het zoemende ventilator geluid en het ratelende geluid die de vliegers in de koptelefoon hoorden als ze door deze typen radars werden aangestraald). 
De bedoeling van Iron Hand was dat de vijandelijke radar operators hun radars afzetten waardoor hun luchtbeeld verloren ging en de aanvalsmacht ongehinderd verder vloog. Tegelijkertijd dienden Iron Hand acties als afleiding van de vijandelijke radar operators; dit was op zichzelf ook al een vorm van onderdrukking. 
De vernietiging van een SA-2 site was bij de onderdrukking van secundair belang en werd niet toegepast tenzij een site kon worden uitgeschakeld zonder dat dit gevaar opleverde voor de missie. Voor speciale doelen was de vernietiging van de SA-2 site echter wel de beste en meest permanente vorm van onderdrukking. 
Wild Weasel was puur gericht op de uitschakeling van een site. De beschermende radaronderdrukking was hierbij geen optie en de Weasel vlucht richtte zijn hele inspanning op het zoeken en uitschakelen van alle SA-2 radars. Vanaf 1967 werd deze tactiek toegepast bij naderingsvluchten op lagere hoogten waarbij voor de aanvalsmacht geen directe bescherming nodig was.

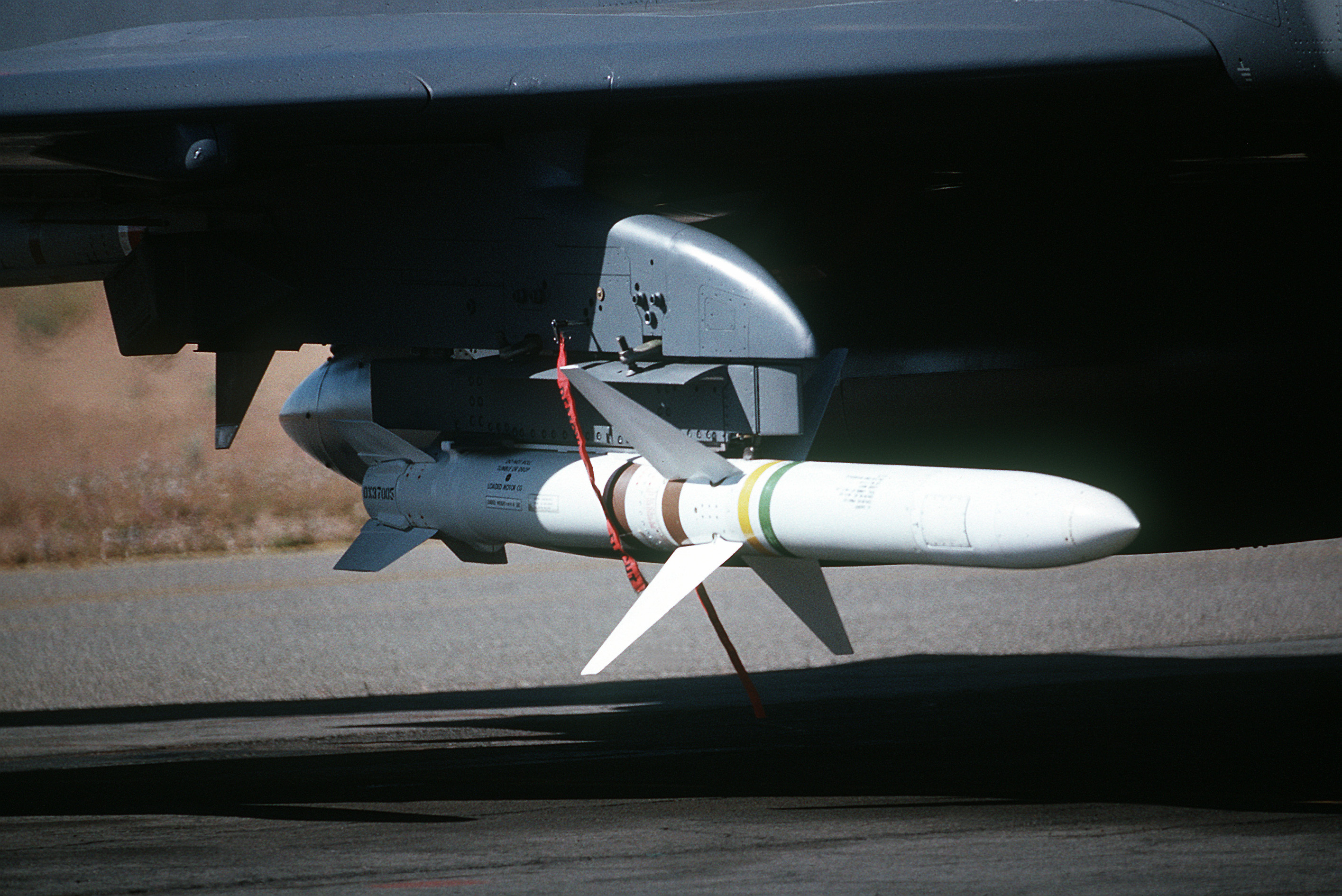
AGM45 Shrike onder Phantom Wild Weasel

Met de aanschaf van de AGM-45A Shrike raket werd fysieke waarneming van het doel overbodig en werd met relatief minder risico maximale schade aangericht. In de beginfase (1966) was de Shrike echter nog beperkt door zijn kleine lading en de gevoeligheid voor straling van meerdere radars tegelijk. De latere versies (1968+) hadden hier geen last meer van. Enkele jaren later werd zelfs een grotere en verbeterde versie van deze raket uitgebracht, de AGM-88 High speed Anti Radiation Missile (HARM).

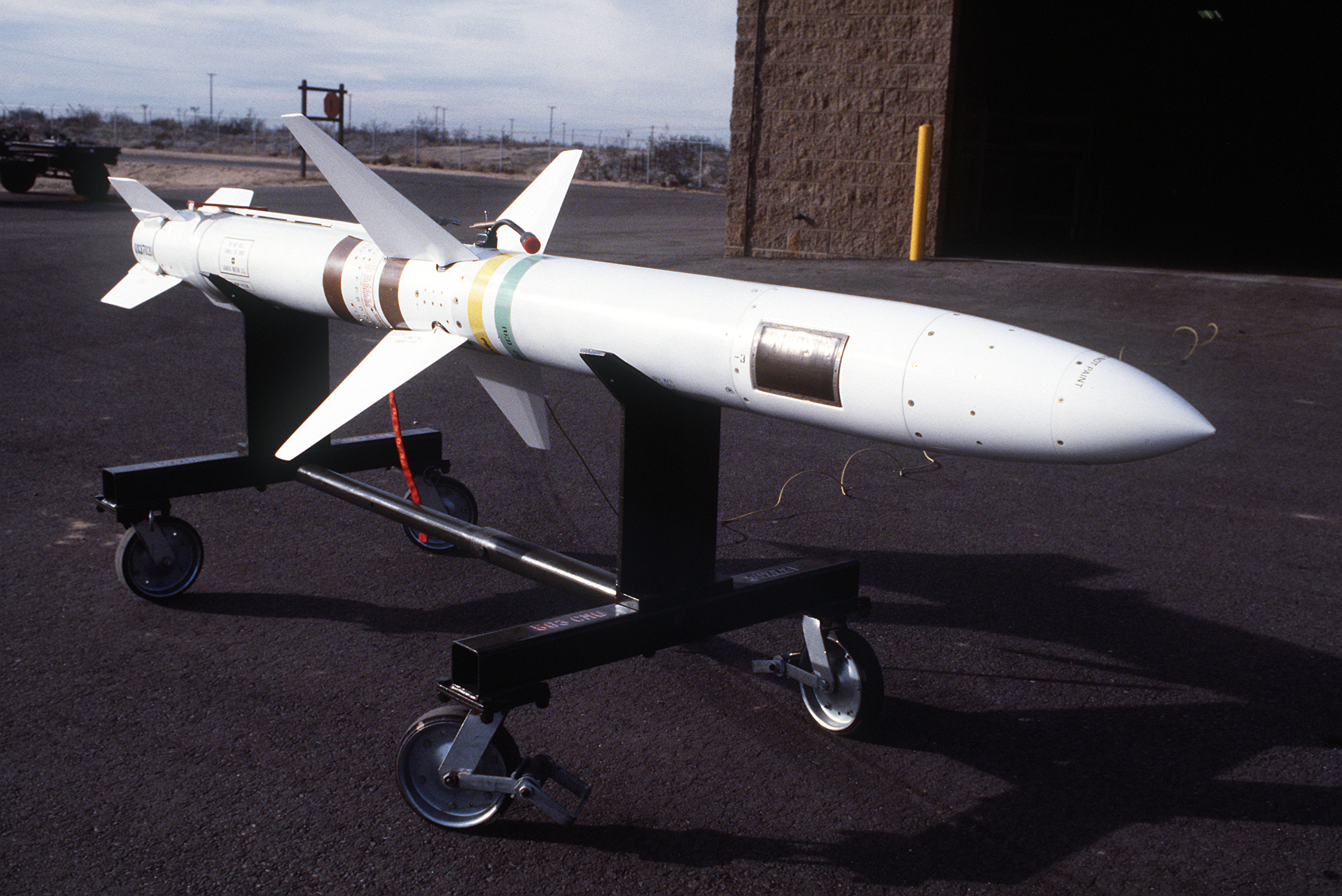
De AGM-45A SHRIKE Anti Radiation Missile

De Shrike, die nog steeds wordt gebruikt, is een raket die bepaalde soorten radarstraling herkent en die zichzelf naar de bron van deze straling toestuurt. Als de radar niet wordt afgezet explodeert de Shrike in de radar en schakelt hij deze uit. Als de radar wordt afgezet verliest de operator zijn luchtbeeld en kunnen de SA-2’s niet worden afgevuurd. De Shrike zoekt dan net zo lang naar een ander doel in de regio tot zijn brandstof op is en duikt dan de grond in. 
(Bronvermelding, Defense Suppression, Maj Stanley J Dougherty USAF. Air University Press mei 1992, * 496 TFS, Maj Bob Krone. Air University Press feb 1983)
Uit deze tijd stamt ook de toegepaste misleiding tegen hittezoekende projectielen. Deze bestond uit het afvuren van één of meerdere lichtfakkels. Deze produceerden voor korte tijd een felle licht/hittebron als alternatief doel voor hittezoekende raketten. Deze Amerikaanse vinding waar praktisch ieder toestel mee kan worden uitgerust staat bekend als flare (vuurpijl). 

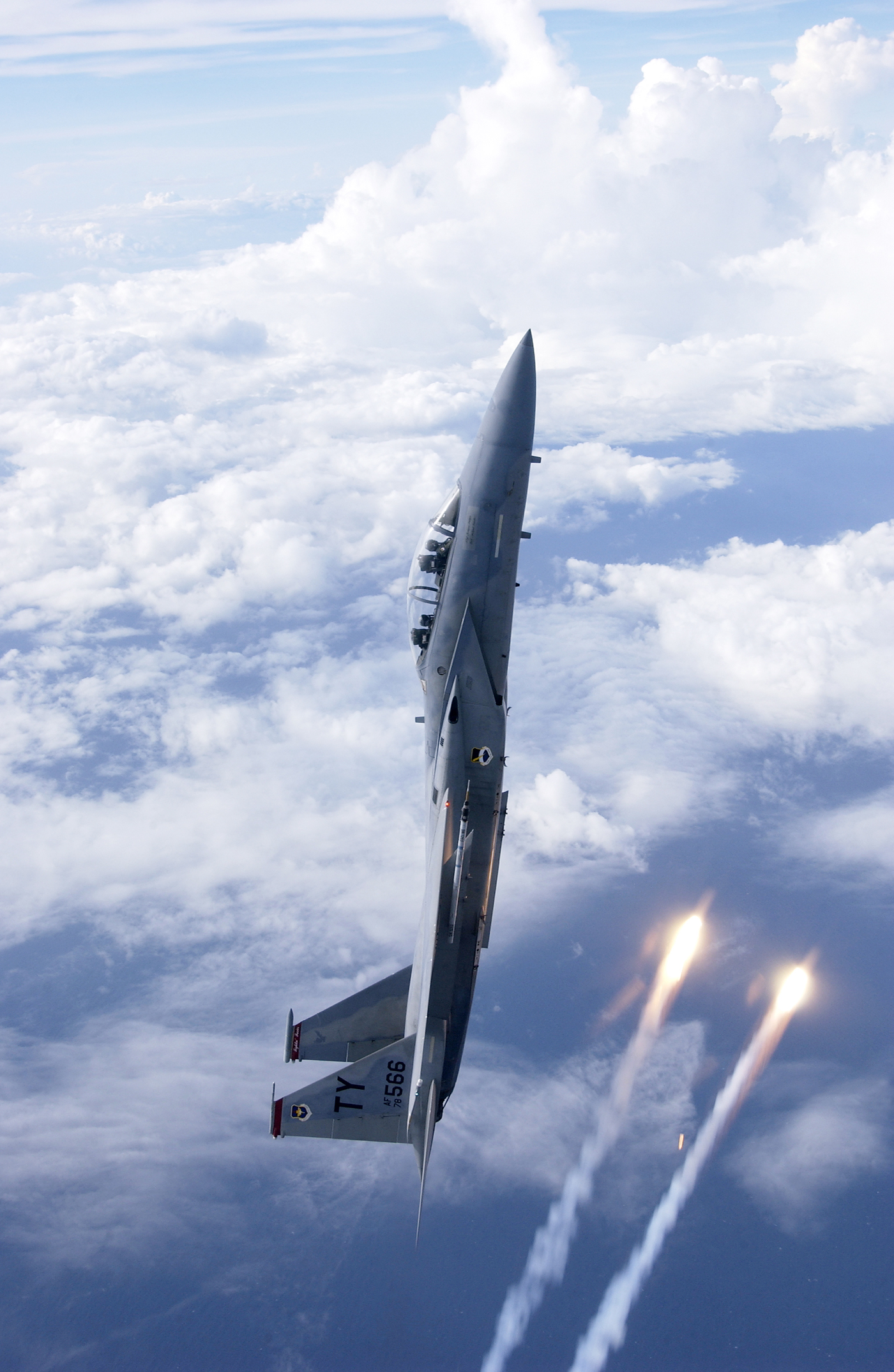
Flares

Oorspronkelijk waren aangepaste F-100 Super Sabres, Republic F-105 Thunderchiefs en Grumman A-6 Intruders met SEAD missie balast; later werden dit speciaal hiervoor uitgeruste F-4 Phantom IIs, F-111 Ravens en Grumman EA-6 Prowlers. 
Ook het vergaren van Electronic Intelligence (ELINT) werd ook zeer actief toegepast door inzet van omgebouwde Douglas B-66-bommenwerpers.
Ook AWACS-vliegtuigen werden van essentieel belang. De eerste AWACS-toestellen waren aangepaste Lockheed EC-121's, oorspronkelijk radarwaarschuwingsvliegtuig tegen Russische bommenwerpers. Hun missie in Vietnam veranderde in het opsporen en identificeren van vijandelijke jagers door middel van radar.

## Falkland-conflict

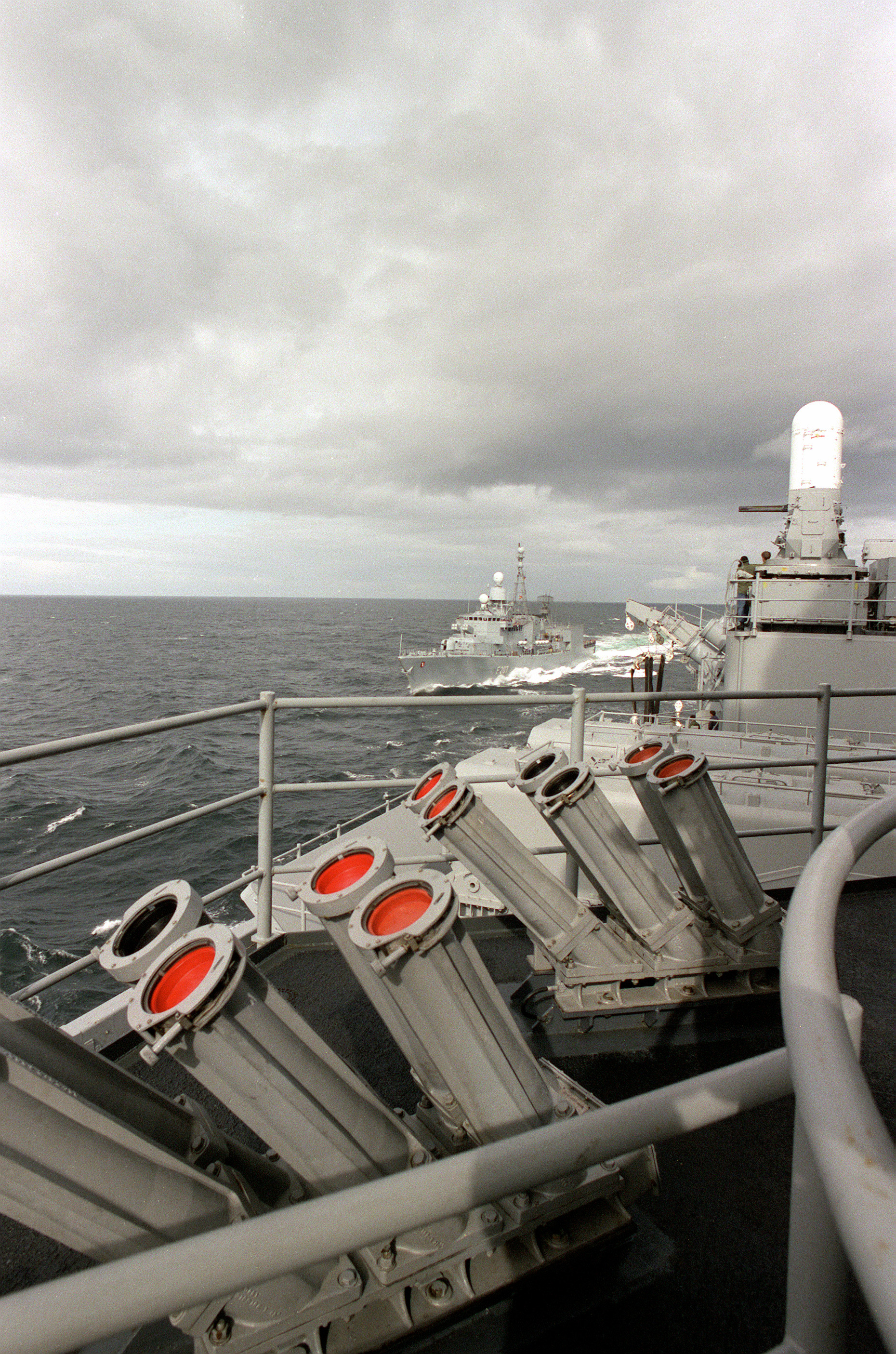
Chaff lanceerders op een marineschip

Engelse marineschepen maakten in de Falklandoorlog veel gebruik van chaff. Het is nooit bewezen maar vermoedelijk was de afwezigheid van chaff-lanceerders op het schip de Atlantic Conveyor ook de oorzaak dat het door een Exocet-raket werd getroffen en zonk. Alle andere schepen van de Royal Navy in die groep hadden die voorzieningen wel en werden niet getroffen.

## Heden
Alle huidige moderne krijgsmachten maken gebruik van chaff en flares ter zelfverdediging van schepen en vliegtuigen tegen radargeleide en hittezoekende raketten. Zelfs ICBM's kunnen tijdens hun terugval naar de aarde meerdere ladingen afschieten; dit kunnen kernwapens zijn, maar ook chaff en ladingen decoys ter misleiding van de radar.
Chaff kan door een vliegtuig zelfs worden benut voor het geven van een SOS-signaal bij een totale communicatie-uitval. Het om de twee minuten uitwerpen van chaff staat gelijk aan het geven van het internationale SOS!
Een voorbeeld van in de elektronische oorlogvoering veelgebruikte Amerikaanse apparatuur is de AN/ALQ-184. 